# 自瓦良格至希腊之路
自瓦良格至希腊之路是中世紀一條连接斯堪的纳维亚、基辅罗斯和東羅馬帝國的贸易路线。這條貿易路線的大部分路段由航道组成，例如波罗的海、流入波罗的海的河流、第聂伯河水系河流、德涅斯特河以及黑海。部分路线又被称为第聂伯河贸易路线和德涅斯特贸易路线。